# West Air Sweden
West Air Sweden (IATA: PT, ICAO: SWN) är ett svenskt fraktflygbolag med bas i Göteborg. Bolaget grundades 1962 av kafferostningsföretaget Löfbergs som var i behov av snabba transportmedel. Bolaget började flyga med en Piper PA-31 Navajo med bas på Karlstad. År 1996 slutade West Air Sweden att flyga passagerare för att enbart flyga frakt.  
Bolaget är en del av West Air Europe AB, som bildades 2008, när det engelska bolaget Atlantic Airlines köptes av West Air Sweden.